# المجمع الرياضي البترولي (كرة سلة)
نادي المجمع الرياضي البترولي لكرة السلة هو نادي كرة سلة جزائري مقرّه في الجزائر العاصمة، ينتمي إلى نادي متعدد الرياضات  المجمع الرياضي البترولي الذي تأسس يوم 7 أوت1921. هو أحد أبرز نوادي السلة الجزائرية. يلعب في صالة حرشة حسان التي تتسع لـ8000 مناصر وحصل الفريق على 16 بطولة وطنية جزائرية.

## الانجازات
- بطولة كرة السلة الجزائرية

بطل: 1983، 1985، 1986، 1987، 1989، 2000، 2001، 2003، 2004، 2005، 2006، 2008، 2010، 2011، 2012، 2014، 2015، 2016، 2017.
- كأس الجزائر لكرة السلة

فاز: 1983، 1985، 1986، 1989، 1993، 2003، 2004، 2005، 2006، 2008، 2009، 2011، 2012، 2013، 2014، 2015، 2016، 2017.